# イオン交換樹脂

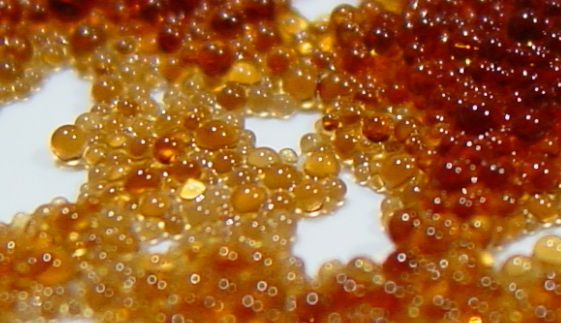
イオン交換樹脂製ビーズ。カラムなどに詰めて用いられる。

イオン交換樹脂（イオンこうかんじゅし、英: ion exchange resin）またはイオン交換ポリマー（イオンこうかんポリマー、英: ion-exchange polymer）は、合成樹脂の一種で分子構造の一部にイオン交換基として電離する構造を持つ。
水などの溶媒中のイオンとイオン交換作用を示すが、その挙動はイオンに対する選択性に従う。

## 構造
イオン交換樹脂は、主に直径 1 ミリメートル弱の粒状で供給・利用されるが、その他にも繊維状や液状の製品もあり、膜状のものは特にイオン交換膜と呼ばれる。

### 母体
高分子の分子鎖が網目構造を取るため、水やイオンの浸透が容易であり、活性炭などの吸着剤と同様、大きな比表面積を持つ。
最も一般的なイオン交換樹脂の構造は、スチレン・ジビニルベンゼンの共重合体からなる母体を持つものである。ポリスチレン長鎖分子が、ジビニルベンゼンの架橋により立体的網目構造の樹脂を形成する。このためビーズの様な形状であっても、その内部には広い表面積を持つ。

### イオン交換基
イオン交換樹脂はその分子内に、交換されるイオンを放出する基（例：スルホ基）を持つ。
高分子であるため性質上非水溶性であり、水に溶けない酸や塩基と見なす事もできる。
イオン基の性質により、陽イオン交換樹脂と陰イオン交換樹脂に大別され、またその解離性により強酸・弱酸、強塩基性・弱塩基性に分けられる。
- 強酸性イオン交換樹脂:スルホ基
- 弱酸性イオン交換樹脂:カルボキシル基
- 強塩基性イオン交換樹脂:第四級アンモニウム基
- 弱塩基性イオン交換樹脂:一〜三級アミノ基

イオン選択性は、常態では価数が大きく重いイオンほど大きく（イオン交換されやすく）なる。このため、水素イオンと水酸化物イオン（酸とアルカリ）で再生したイオン交換樹脂は、様々なイオンを水中から取り除く能力を持つことになる。フッ素イオンは水酸化物イオンより選択性が小さいため、イオン交換しにくい。

### 再生
イオン交換能は、一定量のイオン交換を行うと失われるが、元の交換イオンを含む水溶液に浸漬することで回復する。

## 歴史
- 1845年 土壌粒子によるイオン交換作用が発見される。
- 1930年 フェノール類にイオン交換体が見出され、合成イオン交換体の研究が始まる。
- 1935年 フェノール類および、アニリン、メタフェニレンジアミンに対しホルマリンを作用させる縮合反応によるイオン交換樹脂が発明。
- 1938年 イオン交換樹脂の工業生産がIG・ファルベンで開始され、日本でも三菱化学にて製造研究。
- 1944年 現在主流となっているスチレンによる製品が、ゼネラル・エレクトリックで開発される。
- 1946年 三菱化学がダイヤイオンシリーズの生産を開始（1955年からスチレン系）。
- 1948年 純水製造への利用が開始される。

## 用途
イオン交換樹脂中の固定イオンと様々な溶液中の対立イオン（交換されるイオン）との吸着の差を利用することによって、溶液に含まれた各イオンを分離することができる。
主要な用途として、中性塩の分解・脱塩と、特定イオン基の回収・除去があげられ、化学工業での物質精製などに用いられている。
- 硬水の軟化処理 炭酸水素カルシウムを塩化ナトリウムまたは水に交換することで、軟水に変える。
  - ボイラー内部に、炭酸カルシウムなどを主成分とする堆積物が生じると熱効率が損なわれる。そこで、食塩水で再生したイオン交換樹脂にボイラー補給水を通すことにより、カルシウムイオンやマグネシウムイオンなどの硬度成分は食塩に交換され、堆積物を生成しない軟水になる。このような軟水化する装置を軟水器と呼ぶ。
- 純水、超純水の製造 水中のイオンを水素イオンと水酸化物イオンにそれぞれ交換し、両者は反応して水になる。最近はイオン交換膜と組み合わせることで、再生不要の装置が開発されている。
- 海水淡水化 初期の淡水化事業で、脱塩に利用された。
- 有機酸の除去 活性炭で吸着除去しにくい低分子の有機酸を、弱陰イオン交換樹脂が効率よく交換除去することができることを利用し、商品価値を向上させる。
  - 濃縮果汁から有機酸を除去して酸味を取り除く。
  - 粗精製されたショ糖や水飴などを着色している有機酸を除去し、脱色（白く、または透明に）する。
  - アルコールや食用・薬用油脂類に含まれる不純物を除去、精製する。
- アミノ酸やビタミン、抗生物質などの有用有機酸、有機アミンを抽出・精製する。
- 金属イオンの分離・回収 貴金属、レアアースなどをキレート樹脂なども組み合わせて回収する。
- ウランの化学濃縮にも使用される。
- 燃料電池の高分子固体電解質に使用される。スルホ系イオン交換樹脂を使用した燃料電池はジェミニ宇宙船に搭載された。現在は耐久性イオン伝導性に優れたフッ素樹脂系イオン交換樹脂が用いられる。
- 医薬品。体内に存在するイオンが亢進して生命を脅かしている時、別のイオンで代替する。ポリスチレンスルホン酸ナトリウムが代表的である。